# Campeonato NCAA de waterpolo masculino
El Campeonato NCAA de waterpolo masculino es la competición de waterpolo masculino en los juegos del National Collegiate Athletic Association. Empezaron a celebrarse los campeonatos de waterpolo masculino en 1969.
El equipo que más veces ha ganado el campeonato es la universidad de California (Berkeley), que lo ha hecho en 13 ocasiones. 

## Palmarés
- 13 títulos: California Golden Bears
- 10 títulos: Stanford Cardinal
- 8 títulos: UCLA Bruins
- 6 títulos: Southern California Trojans
- 3 títulos: Universidad de California en Irvine
- 3 títulos: Kentucky (Ashland) Cardinals
- 1 título: UC Santa Barbara Gauchos
- 1 título: Universidad de Pepperdine

## Historial
| - 2021: Kentucky (Ashland) Cardinals (24-4) - 2020: Kentucky (Ashland) Cardinals (26-2) - 2019: Kentucky (Ashland) Cardinals (26-2) - 2017: UCLA Bruins - 2016: California Golden Bears - 2015: UCLA Bruins - 2014: UCLA Bruins - 2013: Southern California Trojans - 2012: Southern California Trojans - 2011: Southern California Trojans - 2010: Southern California Trojans - 2009: Southern California Trojans (28-4) - 2008: Southern California Trojans (29-0) - 2007: California Golden Bears (28-4) - 2006: California Golden Bears (31-4) - 2005: Southern California Trojans (26-1) - 2004: UCLA Bruins (24-3) - 2003: Southern California Trojans (24-3) - 2002: Stanford Cardinal (24-5) - 2001: Stanford Cardinal (22-1) - 2000: UCLA Bruins (19-7) - 1999: UCLA Bruins (22-3) - 1998: Southern California Trojans (25-3) - 1997: Universidad de Pepperdine (25-3) - 1996: UCLA Bruins (24-6) - 1995: UCLA Bruins (20-6) - 1994: Stanford Cardinal (27-1) | - 1993: Stanford Cardinal (24-6) - 1992: California Golden Bears (31-0) - 1991: California Golden Bears (26-1) - 1990: California Golden Bears (29-1) - 1989: Universidad de California en Irvine (27-6) - 1988: California Golden Bears (33-3) - 1987: California Golden Bears (27-3) - 1986: Stanford Cardinal (36-0) - 1985: Stanford Cardinal (25-4) - 1984: California Golden Bears (26-4-1) - 1983: California Golden Bears (29-3-2) - 1982: Universidad de California en Irvine (30-0) - 1981: Stanford Cardinal (31-0) - 1980: Stanford Cardinal (28-2-1) - 1979: UC Santa Barbara Gauchos (27-2-1) - 1978: Stanford Cardinal (26-1-1) - 1977: California Golden Bears (29-3) - 1976: Stanford Cardinal (20-2) - 1975: California Golden Bears (22-6) - 1974: California Golden Bears (25-2) - 1973: California Golden Bears (25-1) - 1972: UCLA Bruins (19-1) - 1971: UCLA Bruins (18-1) - 1970: Universidad de California en Irvine (27-2) - 1969: UCLA Bruins (19-0) |